# Corquilleroy
 Corquilleroy  es una población y comuna francesa, situada en la región de Centro, departamento de Loiret, en el distrito de Montargis y cantón de Châlette-sur-Loing.

## Demografía
| 1503 | 1650 | 1788 | 1842 | 1893 | 2108 |
| Para los censos de 1962 a 1999 la población legal corresponde a la población sin duplicidades (Fuente: INSEE [Consultar]) |      |      |      |      |      |